# Vähä-Kouvolainen
Vähä-Kouvolainen är en ö i Finland. Den ligger i sjön Kukkia och i kommunen Pälkäne i den ekonomiska regionen Tammerfors och landskapet Birkaland, i den södra delen av landet, 130 km norr om huvudstaden Helsingfors. Öns area är 1,2 hektar och dess största längd är 160 meter i nord-sydlig riktning.